# Пластинка (микология)
Спороносният слой на голяма част от базидиевите гуглести гъби се намира върху пластинки, също наричани ламели. В повечето случаи пластинката е тънко издължено образувание, което е разположено върху долната част на гуглата на гъба. Всяка гъба има голям брой пластинки и те са разположени радиално.
Върху пластинките се намира спороносният слой или химений. Базидиите, които са бухалковидни спорообразуващи структури, върху които се образуват от 2 до 4 спори, се намират тук заедно с цистидии със същата форма, но без функцията да образуват спори.
Гъби с пластинки са най-често от разред Agaricales. Срещат се родове в други разреди, чиито членове също имат пластинки (например Russula и Lactarius в Russulales, както и Paxillus, Gomphidius и Chroogomphus в Boletales).

## Разположение на пластинките
Формата на пластинките е ключова част при различаване на видове диви гъби. Други белези като цвят, дебелина, чупливост, отделяне на течност и други са също важни при идентификацията.
Разположението на повечето пластинки спада към четири категории:

### Низбягващи
Пластинките са спускат определена дистанция по пънчето и се сливат в него.
- Низбягващи пластинки.
- Низбягващи пластинки при Clitocybe gibba.

### Прираснали към пънчето
Пластинките са прираснали към пънчето но не се спускат по него.
- Прираснали пластинки.
- Прираснали пластинки при Pholiota gummosa.

### Прираснали със зъбче към пънчето
Пластинките са свързани с пънчето и имат 'зъбче' преди контакт.
- Прираснали пластинки със зъбче.
- Прираснали пластинки със зъбче при Lepista nuda.

### Свободни или несраснали
Пластинките са напълно отделени от пънчето.
- Свободни пластинки.
- Свободни пластинки при Lepiota aspera.